# Liste der Städte nach Immobilienpreisen
Die Liste der Städte nach Immobilienpreisen sortiert verschiedene Städte weltweit nach der Höhe ihrer Immobilienpreise. Der Immobilienpreis bezieht sich auf die Kosten pro Quadratmeter für ein durchschnittliches Appartement in der Innenstadt. Alle Zahlen stammen von der Website Numbeo und gelten für Januar 2025. Die Angaben beruhen auf Umfragen aus den letzten 18 Monaten.
Als Ergänzung ist zudem die Preis-zu-Einkommen-Ratio angegeben. Diese Ratio sagt aus, wie viele Jahre ein durchschnittlicher Arbeitnehmer der Stadt arbeiten müsste, um ein Appartement in der Innenstadt zu erwerben. Die Angaben zu Lohn und Hauspreis werden ebenfalls über Umfragen ermittelt. Diese Art der Messweise verdeutlicht, wie erschwinglich die Immobilienpreise für die lokale Bevölkerung sind.